# Live At The Paradiso 1969
Live At The Paradiso 1969 es un álbum en directo de la banda inglesa de rock progresivo Soft Machine, editado en 1996.

## Lista de canciones
1. «Hulloder»
2. «Dada was here»
3. «Thank  You, Pierrot Lunaire»
4. «Have You Ever Been Green?»
5. «Pataphysical Introduction Pt II»
6. «As Long As He Lies Perfectly Still»
7. «Fire Engine Passing With Bells Clanging»
8. «Hibou, Anemone and Bear»
9. «Fire Engine.... (reprise)»
10. «Pig»
11. «Orange Skin Food»
12. «A Door Opens and Closes»
13. «10:30 Returns to the Bedroom»

## Personal
- Mike Ratledge – piano eléctrico, órgano
- Hugh Hopper – bajo
- Robert Wyatt – batería, voz